# Guldregn (film)
 Denne artikel omhandler filmen Guldregn. Opslagsordet har også en anden betydning, se Guldregn.
Guldregn er en dansk spændingsserie for børn fra 1986, instrueret af Søren Kragh-Jacobsen efter manuskript af Anders Bodelsen, der i 1987 også udgav historien som roman. Serien er i seks afsnit og handler om børnene Nanna, Jørn, Lasse og Karen, der ved et tilfælde finder en kagedåse med byttet fra et røveri på det lokale postkontor.
TV-serien blev enormt populær og er den danske tv-serie der er blevet vist i flest lande.
Serien udkom som biograffilm i 1988 i en kortere udgave på 99 minutter. Den kortere udgave kom senere på VHS og DVD. Senere udkom serien med alle seks afsnit på DVD. Guldregn kan ses i en ændret udgave (7 afsnit / 182 minutter) på Danmarks Radios websted under Bonanza.

## Medvirkende
- Ken Vedsegaard
- Torben Jensen
- Søren Østergaard
- Helle Merete Sørensen
- Ulla Gottlieb
- Kirsten Cenius
- Hans Henrik Clemensen
- Jens Okking
- Søren Steen
- Vibeke Hastrup